# Mastira menoka
Mastira menoka är en spindelart som först beskrevs av Benoy Krishna Tikader 1963.  Mastira menoka ingår i släktet Mastira och familjen krabbspindlar. Inga underarter finns listade i Catalogue of Life.